# سوزان رينولدز
سوزان رينولدز (بالإنجليزية: Susan Reynolds)‏ هي مختصة في الدراسات القروسطية ‏ ومؤرخة بريطانية، ولدت في 1929.